# Sofyan Mbarki
 (février 2024).
Sofyan Mbarki, né le 30 juin 1984 à Amsterdam, est un homme politique néerlando-marocain.

## Biographie
Mbarki naît à Amsterdam et grandit à Amsterdam-Nouvel-Ouest au sein d'une famille marocaine.

### Parcours scolaire et débuts
Mbarki va au Hervormd Lyceum West à Amsterdam de 1995 à 2001. Il suit une formation en HEAO Management, Économie & Droit à la Hogeschool Holland à Diemen de 2001 à 2006 et une formation d'enseignant de second degré en Économie à la Educatieve Hogeschool van Amsterdam de 2006 à 2007. De plus, il suit entre 2011 et 2012 une formation d'Assesseur pour les enseignants du secondaire chez Competentiethermometer BV et une formation en Gestion de l'Éducation à la Nederlandse School voor Onderwijsmanagement.
Mbarki travaille comme éducateur pédagogique au centre d'accueil pour jeunes (JOC) à Amsterdam de 2006 à 2007 et comme chef de projet pour la participation des jeunes chez YoungWorks de 2007 à 2009. À partir de 2010, il est formateur/conseiller chez Behrgroep Nederland, notamment en Compétences Inclusives, ICC et Comportements et Intégrité. De 2015 à 2018, il est membre du Conseil de l'Éducation.
En parallèle, il œuvre dans l'éducation ; il est professeur d'économie et mentor au vmbo au Hervormd Lyceum West de 2006 à 2010 et coordonnateur des enseignants d'économie et mentor au ROC ASA de 2009 à 2010. De 2010 à 2016, il est chef d'équipe vmbo-mbo au Calvijn avec Junior College. En outre, depuis 2018, il est membre du Conseil Consultatif de l'Académie de Police et membre du Conseil de Surveillance du Regio College.

### Carrière politique
Mbarki est membre du conseil municipal d'Amsterdam de 2014 à 2022, à partir de 2018 comme chef de groupe du Parti travailliste (PvdA). Il est porte-parole de l'Ordre public et de la sécurité, de la Jeunesse & Diversité et du Logement. Il est à la 16e place de la liste des candidats du PvdA pour les élections législatives de 2021. Depuis le 1er juin 2022, il est adjoint au maire d'Amsterdam et a dans son portefeuille les Affaires économiques, le Sport et les loisirs, l'agenda MBO, l'enseignement professionnel & l'orientation vers le marché du travail, le Travail des jeunes et l'Approche du centre-ville,,.
En février 2024, il continue ses activités en tant que professeur.